# تيكن (فلم)
تيكن  (بالإنجليزية: Taken) فيلم أمريكي تم إنتاجه سنة 2008.

## طاقم التمثيل
- ليام نيسون بدور بريان ميلز
- ماجي غرايس بدور كيم ميلز
- فامك جانسن بدور لينور ميلز سانت جون
- كايتي كاسيدي بدور أماندا
- ليلاند أورسر بدور سام جيلروي
- جون غريز دور مارك كيسي
- ديفيد وارسوفسكي دور بيرني هاريس
- هولي فلانس بدور شيرا
- اكساندر بيركلي بدور ستيوارت سانت جون
- أوليفر ريبوردين بدور جان كلود بيتريل
- جيرار واتكينز بدور باتريس سانت كلير
- اربين بايراكتاراي بدور ماركو خوجا
- كميل جابي بدور إيزابيل
- نيكولاس جيرو بدور بيتر
- غوران كوستيتش بدور جريجور
- نبيل مسعد بدور رامان
- جليل الناصري بدور علي

## القصة
يحاول برايان ميلز، ضابط وكالة المخابرات المركزية والقوات الخاصة الأمريكية السابق بناء علاقة أوثق مع ابنته كيم البالغة من العمر 17 عامًا والتي تعيش مع والدتها (زوجته السابقة) لينور وزوج والدتها الثري ستيوارت. أثناء الإشراف على الأمن في حفل لنجمة البوب شيرا ينقذها برايان من مهاجم يحمل سكينًا. بدافع الامتنان عرضت شيرا أن تقوم كيم بتقييمها كمغنية، وهو ما رفضته في البداية عندما ذكر بريان في البداية طموح كيم. قبل أن يخبرها برايان عن العرض، تطلب منه كيم الإذن بالسفر إلى باريس مع صديقتها المقربة أماندا. رفض في البداية قلقًا على سلامتها لكنه استسلم في النهاية. في المطار، علم برايان أن كيم كذبت؛ الفتيات يخططن في الواقع لمتابعة يو تو خلال جولتهن الأوروبية.
عند الوصول إلى مطار شارل ديغول التقى كيم وأماندا ببيتر الشاب الفرنسي الذي يعرض مشاركة سيارة أجرة. يذهب كيم وأماندا إلى شقة أبناء عمومة أماندا حيث يكتشف كيم أن أبناء عمومتهم في إسبانيا. بعد الرد على مكالمة من بريان رأى كيم رجالًا يدخلون الشقة ويختطفون أماندا. عندما يتم جرها من الاختباء تصرخ وصفا لخاطفها متبعة تعليمات والدها. يسمع برايان شخصًا يتنفس على الهاتف ويخبر المستمع أنه لن يلاحق الخاطفين إذا أطلقوا سراح ابنته لكنه حذرهم من أن عدم القيام بذلك سيؤدي إلى وفاتهم. لا يرد المستمع إلا بعبارة «حظ سعيد» وينهي المكالمة.
يستنتج سام وهو صديق قديم وزميل سابق لبريان أن الخاطفين هم جزء من عصابة ألبانية للاتجار بالجنس ويعرف المستمع بأنه زعيم الغوغاء ماركو هوكسا. بناءً على التاريخ السابق يجب العثور على كيم في غضون 96 ساعة وإلا ستضيع إلى الأبد. يسافر بريان إلى باريس ويقتحم الشقة ليجد انعكاس بيتر في صورة على هاتف كيم. وجد بيتر في المطار محاولًا سحر امرأة مسافرة وحاول القبض عليه. أثناء فراره صدمت شاحنة بيتر. بعد وفاة قائده الوحيد، يلجأ برايان إلى شخص قديم، عميل المخابرات الفرنسية السابق جان كلود بيتريل، الذي يعمل الآن في وظيفة مكتبية. أخبره جان كلود عن منطقة الضوء الأحمر المحلية، حيث تعمل شبكة الدعارة الألبانية، لكنه يحذره من التورط. يبحث `` برايان  عن بيت دعارة مؤقت في ساحة بناء وينقذ شابة مخدرة ترتدي سترة كيم الدنيم. بعد معركة بالأسلحة النارية ومطاردة عالية السرعة مع مشغلي بيت الدعارة، يأخذ برايان المرأة إلى فندق، حيث يرتجل في عملية التخلص من السموم.
في صباح اليوم التالي، أخبرت المرأة برايان عن منزل احتجزت فيه هي وكيم. يتظاهر برايان بأنه جان كلود ويدخل المنزل بحجة إعادة التفاوض بشأن معدل حماية الشرطة. عندما حدد ماركو خوجا بخداعه لتكرار العبارة نفسها اندلع الاجتماع في معركة أدت إلى مقتل العديد من رجال العصابات باستثناء ماركو. بعد العثور على العديد من الفتيات المخدرات بشدة وجسد أماندا، يعذب برايان ماركو بالكهرباء. يكشف ماركو أن العذارى مثل كيم تتمتع بقيمة عالية في السوق السوداء ويتم بيعها بسرعة، قبل تحديد المشتري باسم باتريس سانت كلير. يترك برايان ماركو ليموت من الصعق الكهربائي المستمر ويزور شقة جان كلود في ذلك المساء. بعد أن اكتشف فساد جان كلود، جرح برايان زوجة الأخير لإرغامه على الكشف عن موقع سانت كلير قبل أن يطرده.
يتسلل `` برايان  إلى مزاد لعبيد جنسي خفي يقام تحت قصر سانت كلير حيث كان كيم موضوع آخر عملية بيع. يجبر برايان علي أحد مقدمي العروض على شرائها. أثناء شق طريقه للخروج تم طرد بريان وتقييده بالسلاسل إلى أنبوب لكنه تمكن من تحرير نفسه والقضاء على أتباع سانت كلير. يكشف سانت كلير أن كيم تم بيعه لشيخ يدعى رامان ونقله إلى يخته قبل أن يقتله براين. يلاحق برايان اليخت ويقضي على الحراس الشخصيين، بمن فيهم علي، قبل أن يجد رامان في جناحه حيث يمسك كيم تحت طعنة سكين. عندما يحاول رامان التفاوض يقتله برايان برصاصة في الرأس. بالعودة إلى الولايات المتحدة يفاجئ بريان كيم بأخذها لرؤية شيرا.

## الموسيقى
تم تأليف موسيقى الفيلم من قبل ناثانيال ميشالي وتم إصدارها في 27 يناير 2009.

### الموسيقى التصويرية والأغاني
جميع الأغاني كتبها ولحنها ناثانيال ميشالي باستثناء ما هو موضح.
| 1.  | "Opening"                                            | 0:52 |
| 2.  | "Change" (من تأليف وأداء جوي دينالاين ولوبي فياسكو.) | 4:12 |
| 3.  | "Permission to Go to Paris"                          | 1:11 |
| 4.  | "Heading Off"                                        | 1:10 |
| 5.  | "The Concert"                                        | 0:53 |
| 6.  | "There's Somebody Here"                              | 3:22 |
| 7.  | "Pursuit at Roissy"                                  | 1:07 |
| 8.  | "On the Rooftop"                                     | 1:40 |
| 9.  | "Ninety Six Hours"                                   | 6:01 |
| 10. | "The Construction Site"                              | 2:04 |
| 11. | "Pursuit at the Construction Site"                   | 1:25 |
| 12. | "Saving Alex"                                        | 1:14 |
| 13. | "Escape From St Clair"                               | 1:38 |
| 14. | "Tick Tick, Boom" (كتابة وأداء الهايفس)              | 3:24 |
| 15. | "Hotel Camelia"                                      | 1:38 |
| 16. | "The Auction"                                        | 1:38 |
| 17. | "Pursuit by the"                                     | 3:15 |
| 18. | "On the Boat"                                        | 1:05 |
| 19. | "The Last Fight"                                     | 1:52 |
| 20. | "The Dragster Wave" (تأليف وأداء غينزو)              | 6:09 |

## الاستقبال

### شباك التذاكر
حصل الفيلم على 145 مليون دولار في أمريكا الشمالية و81.8 مليون دولار في أقاليم أخرى، بإجمالي إيرادات عالمي قدره 226.8 مليون دولار، مقابل ميزانية إنتاج قدرها 25 مليون دولار.
حقق الفيلم 9.4 مليون دولار في يوم الافتتاح في أمريكا الشمالية، وسجّل أفضل يوم افتتاح على الإطلاق لعطلة نهاية الأسبوع في سوبر بول. استمر في جني الأموال حتى حصد 24.7 مليون دولار خلال عطلة نهاية الأسبوع الافتتاحي من 3183 مسرح، بمتوسط 7765 دولارًا لكل مسرح وكان حينها في المركز 1، كما كان ثاني أعلى افتتاح في نهاية الأسبوع في سوبر بول، في ذلك الوقت خلف هانا مونتانا ومايلي سايروس:أفضل حفلة في كلا العالمين (31.1 مليون دولار). يحمل الفيلم أعلى نسبة ربح بين سلسلة أفلام تيكن في أمريكا الشمالية.
كانت أكبر الأسواق في المناطق الأخرى هي كوريا الجنوبية (15.47 مليون دولار)، والمملكة المتحدة (11.27 مليون دولار)، وفرنسا (9.43 مليون دولار)، وأستراليا (6.28 مليون دولار)، وإسبانيا (5.46 مليون دولار).

## الجوائز
| الجائزة               | الفئة                      | المستلم         | النتيجة       |
| --------------------- | -------------------------- | --------------- | ------------- |
| جوائز برودكاست ميوزيك | جائزة بي إم أي فيلم ميوزيك | ناثانيال ميشالي | فوز           |
| جوائز جولدن شموز      | أفضل سرد                   | ليام نيسون      | فوز           |
| جوائز جولدن شموز      | أكبر مفاجأة للعام          | تيكن            | المركز الثاني |
| جائزة زحل             | أفضل فيلم دولي             | تيكن            | رُشِّح           |

## الإصدار المنزلي
تم إصدار تيكن كـ «تيكن (إصدار موسع أحادي القرص)» (بالإنجليزية: Taken (Single-Disc Extended Edition)) على أقراص دي في دي في 12 مايو 2009 وعلى بلو راي في 9 ديسمبر 2014. نال الفيلم أيضًا إصدارز«تيكن (إصدار موسع ثنائي القرص)» (بالإنجليزية: Taken (Two-Disc Extended Edition)) على أقراص دي في دي وبلو راي في 12 مايو 2009. حتى 5 فبراير 2015، باع الفيلم 5,388,963 قرص دي في دي بإجمالي إيرادات 79,798,171 دولارًا و607,073 قرص بلو راي بإجمالي إيرادات 10,069,116 دولارًا، أي ما مجموعه 89,867,287 دولارًا في أمريكا الشمالية.

## وصلات خارجية
- تيكن على موقع IMDb (الإنجليزية)
- تيكن على موقع ميتاكريتيك (الإنجليزية)
- تيكن على موقع روتن توميتوز (الإنجليزية)
- تيكن على موقع نتفليكس (الإنجليزية)
- تيكن على موقع قاعدة بيانات الأفلام العربية
- تيكن على موقع ألو سيني (الفرنسية)
- تيكن على موقع Turner Classic Movies (الإنجليزية)
- تيكن على موقع أول موفي (الإنجليزية)
- تيكن على موقع بوكس أوفيس موجو (الإنجليزية)
- تيكن على موقع فيلمافينيتي (الإسبانية)

```
http://www.bbfc.co.uk/releases/taken-1
```

http://www.avclub.com/articles/weekend-box-office-liam-neeson-marks-his-territory,68448/
http://www.variety.com/article/VR1117996318
http://thefilmstage.com/2010/06/10/are-we-going-to-be-taken-again/ نسخة محفوظة 9 مارس 2012 على موقع واي باك مشين.
http://articles.washingtonpost.com/2009-01-30/news/36795133_1_liam-neeson-pierre-morel-kim نسخة محفوظة 21 سبتمبر 2013 على موقع واي باك مشين.